# Блюман, Рахиль Львовна
Рахиль Львовна Блюман (1888—1978) — советская пианистка, педагог, общественный деятель.

## Биография
Родилась в 1888 году в Могилёве в семье музыканта. Занималась у М. С. Неменовой-Лунц в Москве. В 1917 году окончила Санкт-Петербургскую консерваторию по специальности «фортепиано».
В 1919 году организовала музыкальную школу в Могилёве, была руководителем внешкольного образования при Наробразе, принимала активное участие в организации Могилёвского отдела Союза работников искусств.
В начале 1920-х годов переехала в Москву, где в 1929 году возглавила Московский областной музыкальный техникум (Музыкально училище В. Ю. Зограф-Плаксиной) и более тридцати лет была его руководителем. 

Р. Блюман, страстный энтузиаст училища, собрала в нем такое блестящее созвездие замечательных педагогов, которое могло бы украсить собой любую консерваторию.
Также некоторое время она являлась деканом вокального факультета Московской консерватории, полгода исполняла обязанности заместителя директора консерватории и около года была заместителем председателя Союза советских композиторов.
Её дочь Эдварда Иосифовна Блюман (1911—1981) стала первой женой Д. Б. Кабалевского.

## Награды
- орден Трудового Красного Знамени (28.12.1946)